# Partito Laburista Israeliano
Il Partito Laburista Israeliano (in ebraico: מִפְלֶגֶת הָעֲבוֹדָה הַיִּשְׂרְאֵלִית, , comunemente העבודה, Ha'Avodà) è stato un partito politico israeliano di centro-sinistra, fondato il 23 gennaio 1968. Di ideologia riformista e sionista. I Laburisti facevano parte dell'Internazionale Socialista oltre che membro osservatore del Partito Socialista Europeo. Il 30 giugno 2024, sotto la guida del suo nuovo presidente, Yair Golan, il partito ha accettato di fondersi con Meretz per formare un nuovo partito, I Democratici.

## Storia
Il partito ha conosciuto diverse denominazioni nel corso della sua esistenza:
- HaMaarach (fusione tra Mapai et Mapam);
- HaAvoda, denominazione in vigore;
- Israele Unita (in associazione con Gesher e Meimad dal 1999 al 2001).

Il partito discende dal Mapai (Mifleget Poalei Eretz Yisrael, Partito dei Lavoratori della Terra d'Israele), il partito del sionismo socialista e principale forza politica del movimento sionista, e come tale padre dello Stato di Israele, che era entrato in crisi nel 1965.
Fu fondato nel 1968 dalla fusione di tre partiti riformisti e di sinistra: il Mapai, il Rafi e il Achdut haAvoda.
Dal 1969 al 1991 il partito ebbe un'alleanza elettorale (Maarakh, Allineamento) con il Mapam (Mifleget Poalei ha-Meuchedet, Partito Unito dei Lavoratori), nato poco prima dell'indipendenza come partito sionista marxista e a lungo secondo partito israeliano: il 7 ottobre 1991, in vista delle elezioni del 1992 Mapam si sciolse per entrare nel Partito Laburista. Fu il partito, anche tramite i suoi predecessori, di tutti i maggiori leader politici israeliani fino agli anni '90 come David Ben Gurion, Moshe Dayan, Golda Meir, Shimon Peres (poi aderente a Kadima) e Yitzhak Rabin, il promotore degli accordi di Oslo con i palestinesi. Il partito sostiene decisamente, assieme al più cauto Kadima, la soluzione dei due stati per risolvere il conflitto israeliano-palestinese, contrapponendosi al Likud e a Israel Beytenu che sostengono l'intoccabilità degli insediamenti israeliani, pur sostenendo anch'essi la stessa soluzione.
Con la denominazione Partito Laburista ha vinto le elezioni del giugno 1992 e del maggio 1999. Dal 1992 al 2009 ha però registrato una continua perdita di voti e di seggi.
È stato al governo sia con l'esecutivo Olmert che con quello Netanyahu: scelte che richiamano una vocazione all'interesse nazionale nonostante siano lesive sul piano della popolarità, in quanto non in grado di incidere sulla linea politica marcatamente conservatrice dei governi a guida Likud e moderata di quelli Kadima. Il suo storico leader, Ehud Barak, già primo ministro e ministro della Difesa ha lasciato il partito per fondare Indipendenza. Gli attuali esponenti di primo piano sono il sindacalista Amir Peretz, l'ex segretario Shelly Yachimovich e Isaac Herzog. Il partito è ora all'opposizione.
Nel luglio 2017 diventa leader del partito Avi Gabbay, ex ministro dell'ambiente nel governo Netanyahu in quota Kulanu, iscritto al partito dal dicembre 2016.
Il 1º gennaio 2019, in diretta TV, Gabbay ha annunciato la rottura dell'Unione Sionista, la coalizione formata da laburisti ed HaTnuah.

## Struttura

### Presidenti
| N°  | Immagine | Presidente                | Inizio mandato | Fine mandato | Mandato di primo ministro | Elezioni della Knesset       | Eletto/rieletto come presidente |
| --- | -------- | ------------------------- | -------------- | ------------ | ------------------------- | ---------------------------- | ------------------------------- |
| 1   |          | Levi Eshkol               | 1968           | 1969         | 1963–1969                 | 1965 (come leader del Mapai) | 1965 (Mapai)                    |
| 2   |          | Golda Meir                | 1969           | 1974         | 1969–1974                 | 1969, 1973                   | 1969                            |
| 3   |          | Yitzhak Rabin             | 1974           | 1977         | 1974–1977                 |                              | 1974, (Feb) 1977                |
| 4   |          | Shimon Peres              | 1977           | 1992         | 1984–1986                 | 1977, 1981, 1984, 1988       | (Apr) 1977, 1980, 1984          |
| (3) |          | Yitzhak Rabin             | 1992           | 1995         | 1992–1995                 | 1992                         | 1992                            |
| (4) |          | Shimon Peres              | 1995           | 1997         | 1995–1996                 | 1996                         | 1995                            |
| 5   |          | Ehud Barak                | 1997           | 2001         | 1999–2001                 | 1999                         | 1997                            |
| 6   |          | Binyamin Ben-Eliezer      | 2001           | 2002         |                           |                              | 2001                            |
| 7   |          | Amram Mitzna              | 2002           | 2003         |                           | 2003                         | 2002                            |
| (4) |          | Shimon Peres (ad interim) | 2003           | 2005         |                           |                              | 2003                            |
| 8   |          | Amir Peretz               | 2005           | 2007         |                           | 2006                         | 2005                            |
| (5) |          | Ehud Barak                | 2007           | 2011         |                           | 2009                         | 2007                            |
| 9   |          | Shelly Yachimovich        | 2011           | 2013         |                           | 2013                         | 2011                            |
| 10  |          | Isaac Herzog              | 2013           | 2017         |                           | 2015                         | 2013                            |
| 11  |          | Avi Gabbay                | 2017           | 2019         |                           | (Apr) 2019                   | 2017                            |
| (8) |          | Amir Peretz               | 2019           | 2021         |                           | (Set) 2019, 2020             | 2019                            |
| 12  |          | Merav Michaeli            | 2021           | 2024         |                           | 2021, 2022                   | 2021, 2022                      |
| 13  |          | Yair Golan                | 2024           | 2024         |                           |                              | 2024                            |

### Segretari generali
- Golda Meir (1968)
- Pinchas Sapir (1968–1970)
- Aryeh Eliav (1970–1971)
- Israel Yeshayahu-Sharabi (1971–1972)
- Aharon Yedlin (1972–1974)
- Meir Zerami (1974–1977)
- Haim Bar Lev (1978–1984)
- Uzi Baram (1984–1989)
- Michea Harish (1989–1992)
- Nissim Zvili (1992–1998)
- Raanan Cohen (1998–2001)
- Ofir Pins-Paz (2001–2003)
- La posizione non è occupata. Weizmann Shiri è stato nominato segretario generale provvisorio
- Eitan Kabal (2005–2009)
- Yehiel Bar (2010–2017)
- Eran Harmoni (2017–in carica)

## Membri di spicco
Gli ex membri di spicco includono:
- Yigal Allon – Primo ministro ad interim
- Moshe Dayan – Ministro della difesa
- Abba Eban – Ministro degli affari esteri
- Chaim Herzog – Presidente di Israele
- Efraim Katzir – Presidente di Israele
- Yitzhak Navon – Presidente di Israele
- Zalman Shazar – Presidente di Israele
- Ezer Weizman – Presidente di Israele
- Isaac Herzog - Presidente di Israele (in carica)

## Risultati elettorali
| Elezioni       | Leader             | Voti                | %                   | Seggi    | +/-     |
| -------------- | ------------------ | ------------------- | ------------------- | -------- | ------- |
| 1969           | Golda Meir         | In Allineamento     | In Allineamento     | 49 / 120 | -       |
| 1973           | Golda Meir         | In Allineamento     | In Allineamento     | 44 / 120 | 5       |
| 1977           | Shimon Peres       | In Allineamento     | In Allineamento     | 28 / 120 | 16      |
| 1981           | Shimon Peres       | In Allineamento     | In Allineamento     | 40 / 120 | 12      |
| 1984           | Shimon Peres       | In Allineamento     | In Allineamento     | 37 / 120 | 3       |
| 1988           | Shimon Peres       | In Allineamento     | In Allineamento     | 39 / 120 | 2       |
| 1992           | Yitzhak Rabin      | 906.810             | 34.7                | 44 / 120 | 5       |
| 1996           | Shimon Peres       | 818.741             | 26.8                | 34 / 120 | 10      |
| 1999           | Ehud Barak         | In Un Israele       | In Un Israele       | 23 / 120 | 11      |
| 2003           | Amram Mitzna       | Con Meimad          | Con Meimad          | 18 / 120 | 5       |
| 2006           | Amir Peretz        | Con Meimad          | Con Meimad          | 18 / 120 | Stabile |
| 2009           | Ehud Barak         | 334.900             | 9.9                 | 13 / 120 | 5       |
| 2013           | Shelly Yachimovich | 432.118             | 11.4                | 15 / 120 | 2       |
| 2015           | Isaac Herzog       | In Unione Sionista  | In Unione Sionista  | 19 / 120 | 4       |
| Aprile 2019    | Avi Gabbay         | 190.870             | 4.43                | 6 / 120  | 13      |
| Settembre 2019 | Amir Peretz        | Con Gesher          | Con Gesher          | 5 / 120  | 1       |
| 2020           | Amir Peretz        | Con Gesher e Meretz | Con Gesher e Meretz | 3 / 120  | 2       |
| 2021           | Marav Michaeli     | 268.767             | 6.09                | 7 / 120  | 4       |
| 2022           | Marav Michaeli     | 175.922             | 3.69                | 4 / 120  | 3       |